# Hoogtemap

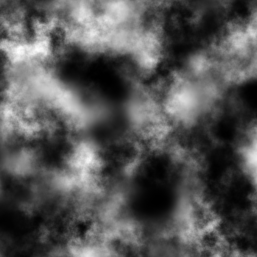
Een hoogtemap (hoe lichter een pixel, hoe groter het hoogteverschil).

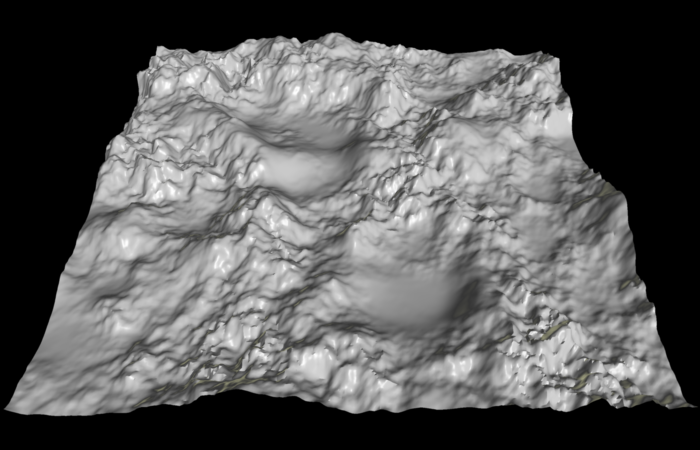
Dezelfde hoogtemap, gerenderd met Anim8or.

In de informatica is een hoogtemap (soms: hoogteveld) een tweedimensionale afbeelding waarin hoogteverschillen zijn opgeslagen. Hoogtemappen worden veel gebruikt bij computergraphics. Een hoogtemap kan bijvoorbeeld gebruikt worden om structuren op objecten te creëren, zoals bij bump-mapping en displacement mapping, of om landschappen te genereren.
Een hoogtemap bevat het verschil in hoogte of de verplaatsing in vergelijking met de 'ondergrond'. Deze informatie kan visueel weergegeven worden in een afbeelding met grijstinten: hoe lichter een pixel, hoe groter het hoogteverschil. Een witte pixel representeert op deze manier een maximaal hoogteverschil en een zwarte pixel een minimaal hoogteverschil. Een hoogtemap kan bewaard worden in bestaande afbeeldingsformaten of in gespecialiseerde bestandsformaten waarin ook aanvullende metadata is opgeslagen.
Hoogtemappen worden veel gebruikt in geografische informatiesystemen waar ze digitale hoogtemodellen worden genoemd.